# 유러피언 게임
유러피언 게임(영어: European Games, 프랑스어: Jeux européens, 유럽 경기 대회)는 유럽 국가들을 위한 종합 스포츠 경기 대회로서 유럽 올림픽 위원회(EOC)가 주최하게 된다.

## 개요
그동안 유럽에는 올림픽을 관장하는 국제 올림픽 위원회(IOC)를 비롯하여 각종 국제 스포츠 기구 본부가 운집되어 있었지만 아시안 게임을 개최하는 아시아 대륙, 팬아메리칸 게임을 개최하는 아메리카 대륙, 퍼시픽 게임을 개최하는 오세아니아 대륙, 올아프리카 게임을 개최하는 아프리카 대륙과는 달리 아직까지 유럽만의 대륙별 대회가 없었다. 따라서 유럽 국가들이 참여하는 종합 스포츠 경기 대회에 대한 논의가 진행되어 왔다.
2012년 12월 8일 이탈리아 로마에서 열린 유럽 올림픽 위원회 총회의 결정에 따라 2015년 제1회 대회를 아제르바이잔의 바쿠에서 개최하기로 결정하였다.

## 참가국
- 그리스
- 네덜란드
- 노르웨이
- 덴마크
- 동독
- 독일
- 라트비아
- 루마니아
- 룩셈부르크
- 리투아니아
- 리히텐슈타인
- 모나코
- 몰도바
- 몰타
- 바티칸 시국
- 벨기에
- 벨라루스
- 불가리아
- 산마리노
- 소련
- 스웨덴
- 스위스
- 스페인
- 슬로바키아
- 아르메니아
- 아이슬란드
- 아일랜드
- 아제르바이잔
- 안도라
- 알바니아
- 에스토니아
- 영국
- 오스트리아
- 우크라이나
- 유고슬라비아
- 이스라엘
- 이탈리아
- 조지아
- 체코
- 키프로스
- 튀르키예
- 포르투갈
- 폴란드
- 프랑스
- 핀란드
- 헝가리

## 경기 종목
| - 수영 - 양궁 - 육상 - 배드민턴 - 농구 - 복싱 - 카누 | - 사이클 - 펜싱 - 축구 - 체조 - 유도 - 가라테 - 삼보 | - 사격 - 탁구 - 태권도 - 트라이애슬론 - 배구 - 레슬링 |

## 역대 대회
| 횟수 | 연도   | 개최지            | 날짜                | 참가국 | 선수    | 경기 종목 | 세부 종목       | 종합 1위 |
| ---- | ------ | ----------------- | ------------------- | ------ | ------- | --------- | --------------- | -------- |
| I    | 2015년 | 아제르바이잔 바쿠 | 6월 12일 ~ 6월 28일 | 50개국 | 5,898명 | 30개 종목 | 253개 세부 종목 | 러시아   |
| II   | 2019년 | 벨라루스 민스크   | 6월 21일 ~ 6월 30일 | 50개국 | 4,082명 | 15개 종목 | 200개 세부 종목 | 러시아   |
| III  | 2023년 | 폴란드 크라쿠프   | 6월 21일 ~ 7월 2일  | 48개국 | 6,857명 | 30개 종목 | 253개 세부 종목 | 이탈리아 |
| IV   | 2027년 | 튀르키예 이스탄불 |                     |        | 미정    |           |                 |          |

## 같이 보기
- 아시안 게임
- 올아프리카 게임
- 태평양 게임
- 팬아메리칸 게임
- 유럽 유스 올림픽 페스티벌